# Municipio de Plank
El municipio de Plank (en inglés: Plank Township) es un municipio ubicado en el condado de Keokuk en el estado estadounidense de Iowa. En el año 2010 tenía una población de 280 habitantes y una densidad poblacional de 1,89 personas por km².

## Geografía
El municipio de Plank se encuentra ubicado en las coordenadas 41°21′33″N 92°6′56″O / 41.35917, -92.11556. Según la Oficina del Censo de los Estados Unidos, el municipio tiene una superficie total de 148.16 km², de la cual 148,03 km² corresponden a tierra firme y (0,09 %) 0,13 km² es agua.

## Demografía
Según el censo de 2010, había 280 personas residiendo en el municipio de Plank. La densidad de población era de 1,89 hab./km². De los 280 habitantes, el municipio de Plank estaba compuesto por el 99,64 % blancos y el 0,36 % eran de una mezcla de razas. Del total de la población el 0,71 % eran hispanos o latinos de cualquier raza.